# Alonso Velázquez
Alonso Velázquez (1533 – 14 de janeiro de 1587) foi um prelado católico romano que serviu como arcebispo de Santiago de Compostela (1583–1587) e bispo de Osma (1578–1583).

## Biografia
Alonso Velázquez nasceu em Tudela del Duero, em Espanha. No dia 13 de junho de 1578, foi nomeado durante o papado de Gregório XIII como Bispo de Osma. Em setembro de 1578, foi consagrado bispo por Gaspar de Quiroga y Vela, arcebispo de Toledo. No dia 9 de março de 1583, foi nomeado por Gregório XIII como Arcebispo de Santiago de Compostela, onde serviu como arcebispo até à sua morte a 14 de janeiro de 1587. Enquanto bispo, foi o consagrador principal de Pedro Fernández Temiño, bispo de Ávila.